# Pedro Justiniano Carneiro de Carvalho e Melo
Pedro Justiniano Carneiro de Carvalho e Melo, terceiro visconde com grandeza da Cachoeira, (Rio de Janeiro, n. 25 de dezembro de 1811) foi um militar brasileiro.
Filho de Luís José de Carvalho e Melo, 1° visconde de Cachoeira, e de sua mulher Ana Vidal Carneiro da Costa, irmão de Luís José de Carvalho e Melo Filho, o 2° visconde de Cachoeira, casou-se com sua prima Maria de Loreto, filha do Conde de São Simão.
Era oficial do Exército Brasileiro e oficial da Imperial Ordem de Cristo.